# شوجی هایاشی
شوجی هایاشی (انگلیسی: Shūji Hayashi؛ زادهٔ ۲۷ نوامبر ۱۹۷۹) بازیگر اهل ژاپن است.